# Matten bei Interlaken
Matten bei Interlaken – gmina (niem. Einwohnergemeinde) w Szwajcarii, w kantonie Berno, w regionie administracyjnym Oberland, w okręgu Interlaken-Oberhasli. Leży w Berner Oberland, pomiędzy jeziorami Thunersee oraz Brienzersee.

## Demografia
W Matten bei Interlaken mieszka 4 060 osób. W 2020 roku 20,4% populacji gminy stanowiły osoby urodzone poza Szwajcarią.

## Transport
Przez teren gminy przebiega autostrada A8 oraz drogi główne nr 6, nr 11 i nr 221.
Znajduje się tutaj port lotniczy Interlaken-Matten.